# Марево давнього Львова (книга)
Марево давнього Львова — за задумом авторів науково-популярна міні-енциклопедія життя давнього Львова від закладення міста до кінця XVIII ст. У книзі стисло подано історію розвитку міських структур Львова, національних громад, цікаві факти з історії міста, життя відомих осіб. Книжка ілюстрована понад 500 авторськими реконструкціями давніх культових, громадських, житлових споруд львова, жанровими сценами, створеними на основі європейських мініатюр, гравюр, картин XIII-XVIII ст., 80 світлинами давніх вхідних порталів будівель, 11 планами-схемами. На суперобкладинці книжки розміщено зображення панорами Львова середини XVIII ст.
По результатах XII Всеукраїнського рейтинґу «Книжка року'2010» у номінації «Візитівка — Краєзнавча і туристична література» книга зайняла 8 місце.

## Автори
Автори Ігор Качор, Любов Качор понад 20 років займаються реконструкцією споруд Львова, замків XIV–XVIII ст.

## Рецензенти
- Саноцька Христина-Олена — заслужений діяч мистецтв України, професор УАД
- Бевз Микола — доктор архітектури, професор, завідувач кафедри РААК НУ «Львівська політехніка»,
- Сварник Іван — історик-архівіст, віце-президент Товариства шанувальників Львова, заступник голови УГТ

## Структура книги
- Легенда
- Прадавні часи
- Перші поселення
- Правління Романовичів
- Місто Лева
- Королівські клейноди
- Війна за Руське королівство
- Розвиток укріплень
- Гарнізон
- Високий замок
- Низький замок
- Галицька брама
- Краківська брама
- Єзуїтська хвіртка
- Босацька хвіртка
- Фортифікації міста
- Фортифікації монастирів
- Викупи
- Облоги
- Визвольна війна 1648–1655 років
- Пожежі, повені, землетруси
- Торгівля
- Королівське місто
- Шляхта
- Передмістя
- Святині
- Ратуша
- Магістрат
- Міські урядовці
- Судді
- Колегія лавників
- Вироки, покарання
- В'язниці
- Освіта
- Друкування книг
- Шпиталі, притулки
- Лікування
- Водогони, каналізація
- Лазні
- Потічки
- Млини, пекарі, віск
- Свята
- Ігри, бійки
- Шинки, напої
- Банки, ломбарди
- Ремесла
- Житлова забудова
- Житло міщан
- Духовенство
- Міщани
- Патриції
- Жебраки
- Українці, русини
- Братства
- Собор св. Юра
- Церкви
- Поляки
- Костели
- Латинський собор
- Євреї
- Вірмени
- Впливи Візантії
- Молдавани, греки
- Німці
- Угорці, італійці
- Татари
- Турки
- Капітуляція
- Під владою магнатів
- Парки
- Руїна
- Занепад
- Під Габсбургами
- Відродження
- Легенди, байки міста
- Генеза назв вулиць
- Схема укріплень і храмів
- Храми міста
- Вулиці
- Хронологія
- Легенда